# Südamerikaspiele 2018
Die 11. Südamerikaspiele fanden vom 26. Mai bis 8. Juni 2018 in Cochabamba, Bolivien, statt. Zum zweiten Mal war Bolivien damit Austragungsland der Spiele. 1978 wurden die Spiele in La Paz erstmals ausgetragen.

## Vergabe
Bolivien (mit Cochabamba) sowie Venezuela (Puerto La Cruz) und Peru (Lima) bewarben sich für die Austragung der Spiele. Nachdem sowohl Venezuela als auch Peru die Bewerbung wieder zurückzogen, wurde Cochabamba einstimmig zum Austragungsort bestimmt.

## Teilnehmende Nationen
14 Länder mit insgesamt 4010 Athleten nahmen an den Südamerikaspielen teil. Die Nummer in Klammern gibt die Anzahl der Athleten an, mit denen die jeweilige Delegation antrat.
| - Argentinien (534) - Aruba (10) - Bolivien (617) - Brasilien (316) - Chile (449) - Ecuador (234) - Kolumbien (461) | - Guyana (11) - Panama (55) - Paraguay (252) - Peru (447) - Suriname (13) - Uruguay (217) - Venezuela (394) |

## Sportarten
Bei den Südamerikaspielen sind 37 Sportarten im Programm.
| - Badminton - Basketball - Beachvolleyball - Bogenschießen - Bowling - Boxen - Fechten - Fußball - Futsal - Gewichtheben - Golf - Handball - Hockey | - Judo - Kanu - Karate - Leichtathletik - Moderner Fünfkampf - Pelota - Racquetball - Radsport - Reiten - Ringen - Rollschuh - Rudern | - Rugby - Schießen - Schwimmen - Segeln - Squash - Taekwondo - Tennis - Tischtennis - Triathlon - Turnen - Volleyball - Wasserski |

Fett markierte Links führen zu den detaillierten Ergebnissen der Spiele

## Medaillenspiegel
| Platz | Land        | Gold | Silber | Bronze | Gesamt |
| ----- | ----------- | ---- | ------ | ------ | ------ |
| 01    | Kolumbien   | 94   | 74     | 71     | 239    |
| 02    | Brasilien   | 90   | 58     | 56     | 204    |
| 03    | Venezuela   | 43   | 59     | 55     | 157    |
| 04    | Argentinien | 42   | 60     | 63     | 165    |
| 05    | Chile       | 38   | 34     | 60     | 132    |
| 06    | Ecuador     | 25   | 17     | 52     | 94     |
| 07    | Peru        | 22   | 29     | 41     | 92     |
| 08    | Paraguay    | 6    | 10     | 14     | 30     |
| 09    | Uruguay     | 5    | 10     | 17     | 32     |
| 10    | Bolivien    | 4    | 15     | 15     | 34     |
| 11    | Panama      | 2    | 4      | 4      | 10     |
| 12    | Suriname    | 2    | —      | 1      | 3      |
| 13    | Aruba       | —    | 2      | 1      | 3      |
| 14    | Guyana      | —    | 1      | 4      | 5      |